# Ragnar Blennow
Ragnar Folke Valdemar Blennow, född 26 maj 1893 i Östra Torps församling, Malmöhus län, död 5 september 1969 i Björnekulla församling, Kristianstads län, var en svensk musikdirektör och sångpedagog. 

## Biografi
Blennow, som var son till kantor August Blennow och Augusta Lundberg, avlade organist- och kyrkosångarexamen 1914, musiklärarexamen 1925 samt studerade sång för bland andra Ilmari Florell von Delwig i Lund. Han var organist i Kviinge och Gryts församlingar 1914–17 och i Björnekulla och Västra Broby församlingar 1917–57. Han var musiklärare i Åstorps samskola 1917–19, i samrealskolan där 1920–57 och bedrev privat sångpedagogisk verksamhet. Bland hans elever märks främst Birgit Nilsson.
Blennow var lärare på kyrkomusikerkurser i Lund 1949–59, på musikkonservatoriet i Lund 1957–59, riksförbundsdirigent vid Sveriges Körförbund 1939–51, andre förbundsdirigent i Nordvästra Skånes körförbund 1920–26 och förste förbundsdirigent 1926–54. Han var styrelseordförande i Åstorps sparbank från 1964 (styrelseledamot från 1942) och ledamot av kyrkofullmäktige från 1950. Han invaldes som associé av Kungliga Musikaliska Akademien 1957.